# Sometimes (Britney Spears)
Sometimes is de tweede single en nummer 1-hit van de Amerikaanse zangeres Britney Spears. De popballad werd geschreven door de Zweed Jörgen Elofsson, die later ook voor onder meer Kelly Clarkson nummers zou gaan schrijven. Hij won in 2000 met Sometimes een BMI Pop Award voor Song of the year.
In de Verenigde Staten behaalde het nummer slechts de nummer 21 in de Billboard Hot 100. Hier werd de single alleen als airplay-single uitgebracht, terwijl destijds een chartpositie voornamelijk bepaald werd door de verkoop van cd-singles. Dankzij de vele airplay kon toch nog een relatief hoge positie in de hitlijsten behaald worden. Uiteindelijk bereikte Sometimes nummer 86 in de jaarlijst 1999 van de Billboard Hot 100.
De videoclip werd net als die van Spears' vorige single geregisseerd door Nigel Dick. Hij is opgenomen op Paradise Cove in Malibu, Californië. Het strand als decor paste erg goed bij het jaargetijde waarin de single werd uitgebracht. In de clip is te zien hoe Britney een jongen op wie ze verliefd is van een afstand bekijkt, terwijl hij op het strand met een hond speelt. Als zij bij een uitkijkpost staat, picknickt en bij de pier staat wil ze alleen maar bij hem zijn. Hiernaast zijn er enkele dansscènes waarin iedereen in het wit gehuld is. Voornamelijk deze clip droeg bij aan Britneys maagdelijke en onschuldige imago.

## Tracklisting cd-single
1. "Sometimes" (radio edit) - 3:54
2. "I'm so curious" - 3:34
3. "Sometimes" (soul solution) - 3:29

De single verkocht in Nederland ruim meer dan 50.000 exemplaren, goed voor een Gouden plaat. Het was de nummer 18 best verkochte single van het jaar 1999.
| Sometimes in de Nederlandse Top 40 | Sometimes in de Nederlandse Top 40 | Sometimes in de Nederlandse Top 40 | Sometimes in de Nederlandse Top 40 | Sometimes in de Nederlandse Top 40 | Sometimes in de Nederlandse Top 40 | Sometimes in de Nederlandse Top 40 | Sometimes in de Nederlandse Top 40 | Sometimes in de Nederlandse Top 40 | Sometimes in de Nederlandse Top 40 | Sometimes in de Nederlandse Top 40 | Sometimes in de Nederlandse Top 40 | Sometimes in de Nederlandse Top 40 | Sometimes in de Nederlandse Top 40 | Sometimes in de Nederlandse Top 40 | Sometimes in de Nederlandse Top 40 | Sometimes in de Nederlandse Top 40 |
| Week                               | 01                                 | 02                                 | 03                                 | 04                                 | 05                                 | 06                                 | 07                                 | 08                                 | 09                                 | 10                                 | 11                                 | 12                                 | 13                                 | 14                                 | 15                                 | 16                                 |
| ---------------------------------- | ---------------------------------- | ---------------------------------- | ---------------------------------- | ---------------------------------- | ---------------------------------- | ---------------------------------- | ---------------------------------- | ---------------------------------- | ---------------------------------- | ---------------------------------- | ---------------------------------- | ---------------------------------- | ---------------------------------- | ---------------------------------- | ---------------------------------- | ---------------------------------- |
| Nummer                             | 6                                  | 2                                  | 1                                  | 1                                  | 2                                  | 4                                  | 5                                  | 9                                  | 10                                 | 11                                 | 14                                 | 21                                 | 23                                 | 25                                 | 29                                 | uit                                |